# نوتي بوي
شاهد خان واسمه الفني نوتي بوي (بالإنجليزية: Naughty Boy)‏ (مواليد 1985 في واتفورد)، هو ملحن وكاتب غنائي وموسيقي ومنتج أسطوانات بريطاني بدأ مسيرته الفنية عام 2005.
حازت أغنيته «لالالاه» على جائز أفضل أغنية وأفضل فيديو كليب المقدمة من جوائز موبو، وذلك في 19 أكتوير 2013.

## روابط خارجية
- نوتي بوي على موقع IMDb (الإنجليزية)
- نوتي بوي على موقع ميوزك برينز (الإنجليزية)
- نوتي بوي على موقع ميوزك برينز (الإنجليزية)
- نوتي بوي على موقع أول ميوزيك (الإنجليزية)
- نوتي بوي على موقع ديسكوغز (الإنجليزية)
- نوتي بوي على موقع ديسكوغز (الإنجليزية)